# Nazionale maschile di pallacanestro del Cile
La nazionale di pallacanestro del Cile è la rappresentativa cestistica del Cile ed è posta sotto l'egida della Federazione cestistica del Cile.

## Piazzamenti

### Olimpiadi
- 1936 - 9°
- 1948 - 6°
- 1952 - 5°
- 1956 - 8°

### Campionati del mondo
- 1950 -  3°
- 1954 - 10°
- 1959 -  3°

### Giochi panamericani
- 1951 - 5°
- 2023 - 5°

### Campionati sudamericani
- 1930 - 4°
- 1932 -  2°
- 1934 -  2°
- 1937 -  1°
- 1939 - 5°
- 1940 - 4°

- 1941 - 4°
- 1942 -  3°
- 1943 - 4°
- 1945 - 4°
- 1947 -  3°
- 1949 -  3°

- 1953 -  3°
- 1955 - 6°
- 1958 - 5°
- 1960 - 5°
- 1961 - 6°
- 1963 - 7°

- 1966 - 6°
- 1968 - 6°
- 1969 - 5°
- 1971 - 6°
- 1973 - 5°
- 1976 - 6°

- 1977 - 6°
- 1979 - 4°
- 1981 - 4°
- 1983 - 5°
- 1985 - 7°
- 1987 - 7°

- 1993 - 6°
- 1995 - 6°
- 1997 - 6°
- 1999 - 7°
- 2001 - 6°
- 2003 - 5°

- 2004 - 5°
- 2006 - 6°
- 2008 - 6°
- 2010 - 7°
- 2012 - 6°
- 2014 - 6°

- 2016 - 7°

## Formazioni

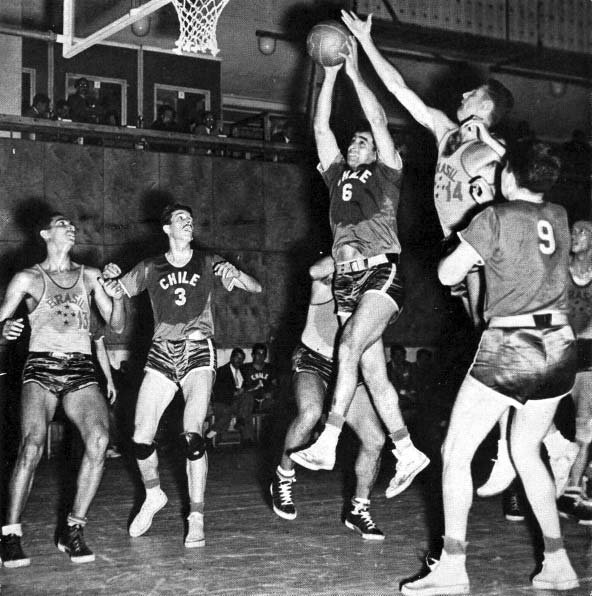
Una fase di gioco di Cile-Brasile ai Giochi olimpici di

### Olimpiadi
Pallacanestro ai Giochi della XI OlimpiadeCarrasco, Carvacho, González, Hernández, Ibaseta, Kapstein, Mehech, Ferrer, Salamovich, Toro, Watt, All. Erasmo López
Pallacanestro ai Giochi della XIV OlimpiadeCordero, Figueroa, Gallo, Hammer, Kapstein, Ledesma, Mahana, Marmentini, Mitrovic, Moreno, Parra, Raffo, Sánchez, Verdugo, All. Luis Valenzuela
Pallacanestro ai Giochi della XV Olimpiade3 Gallo, 4 Mahana, 5 Figueroa, 6 Cordero, 7 Bernedo, 8 Salvadores, 9 Mahn, 10 Ostoic, 11 Ramos, 12 Fernández, 13 Silva, 14 Raffo, 15 Araya,        All. Sergio Molinari
Pallacanestro ai Giochi della XVI Olimpiade3 Salvadores, 4 Ostoic, 5 Garafulic, 6 Araya, 7 Bernedo, 8 Mahana, 9 Silva, 10 Urra, 11 Raffo, 12 Etcheberrigaray, 13 Arredondo, 14 Etchepare,        All. Juan Arredondo

### Campionati del mondo
Campionato mondiale maschile di pallacanestro 195030 Gallo, 31 Ramos, 32 Marmentini, 33 Cordero, 34 Mahana, 35 Figueroa, 36 Fernández, 37 Bernedo, 38 Araya, 39 López, 40 Sánchez, 41 Ostoic,        All. Kenneth Davidson
Campionato mondiale maschile di pallacanestro 19543 Zitko, 4 Mahana, 5 Raffo, 6 Awad, 7 Gianoni, 8 Torres, 9 Skoknic, 10 Urra, 11 Ostoic, 12 López, 13 Araya, 14 Etchepare,        All. Kenneth Davidson
Campionato mondiale maschile di pallacanestro 19593 Bernedo, 4 Zitko, 5 Sibilla, 6 Salvadores, 8 Garafulic, 9 Silva, 11 de la Fuente, 12 Etcheberrigaray, 13 Gianoni, 14 Etchepare, 15 Thompson, 16 Luchsinger,        All. Luis Valenzuela

### Campionati sudamericani
Campionato sudamericano maschile di pallacanestro 1930Gaggero, Olmos, Pereira, Prado, Primard, Retamales, Toro, All. -
Campionato sudamericano maschile di pallacanestro 1932Flaño, Gaggero, Em. Ibaseta, En. Ibaseta, A. Magaña, J. Magaña, Mehech, Muñoz, Olmos, Prado, Primard, Retamales, Toro, Ulloa, All. -
Campionato sudamericano maschile di pallacanestro 1934Balmaceda, Ferrer, González, E. Ibaseta, L. Ibaseta, Kapstein, McDonald, Mehech, Muñoz, Murray, All. -
Campionato sudamericano maschile di pallacanestro 1937En. Ibaseta, Carrasco, Ferrer, Hernández, L. Ibaseta, González, Em. Ibaseta, Lladser, Kapstein, Palacios, Salamovich, All. Jesús Magaña
Campionato sudamericano maschile di pallacanestro 1939Barón, A. Ferrer, I. Ferrer, Gil, Kapstein, Marmentini, Mehech, Muñoz, Palacios, Robles, Salamovich, All. Fernando Primard
Campionato sudamericano maschile di pallacanestro 1940Carrasco, A. Ferrer, M. Ferrer, Fornazzari, Gil, Mehech, Olmos, Palacios, Pinochet, R. Salamovich, Zahr, All. Carlos Salamovich
Campionato sudamericano maschile di pallacanestro 1941Acosta, Cerda, Cordero, Ferrer, Iglesias, Jabbaz, Kruger, Mahana, Mosqueira, Olmos, Salamovich, Smith, Valdivia, Ziomil, All. Pedro Ascencio
Campionato sudamericano maschile di pallacanestro 1942Barón, Bontá, Figueroa, Gil, Iglesias, Kapstein, Mahana, Monti, Olmos, Palacios, Salamovich, Salinas, All. Alfonso Barra Ponce
Campionato sudamericano maschile di pallacanestro 1943Castro, Figueroa, González, Iglesias, Mahana, Maiocchi, Marmentini, Monti, Moreno, Niada, Sánchez, All. Kenneth Davidson
Campionato sudamericano maschile di pallacanestro 1945Fernández, Figueroa, Kapstein, Ledesma, Maiocchi, Mahana, Mahn, Monti, Moreno, Niada, Sánchez, Teillery, All. Luis Valenzuela
Campionato sudamericano maschile di pallacanestro 1947Fernández, Figueroa, Iglesias, Kapstein, Ledesma, Mahana, Mitrovic, Molinari, Moreno, Parra, Sánchez, Skoknic, All. Kenneth Davidson
Campionato sudamericano maschile di pallacanestro 1949Beovic, Cordero, Fernández, Figueroa, Gallo, Herrera, López, Mahana, Mellado, Moreno, Parra, Sánchez, All. Osvaldo Retamal
Campionato sudamericano maschile di pallacanestro 1953Araya, Beovic, Castro, Gianoni, Mahana, Ostoic, Schneider, Silva, Teuber, Urra, Zitko, All. Juan Yovanovic
Campionato sudamericano maschile di pallacanestro 1955Araya, de la Fuente, Etchepare, Etcheberrigaray, Silva, Mahana, Ostoic, Palacios, Á. Salvadores, L. Salvadores, Sibilla, Torres, All. Exequiel Figueroa
Campionato sudamericano maschile di pallacanestro 19583 Garafulic, 4 Zitko, 5 Luchsinger, 6 Bravo, 7 Guzmán, 9 Silva, 10 Schneider, 11 Torres, 12 Etcheberrigaray, 13 Etchepare, 15 Thompson, 16 Sibilla, 17 Donoso, 00 Bernedo,       All. Exequiel Figueroa, Juan Arredondo
Campionato sudamericano maschile di pallacanestro 1960Aguad, Aravena, Beovic, Díaz, Figueroa, Hald, Leeson, Sahara, Sibilla, Sánchez, Thompson, Vásquez, All. Raúl López
Campionato sudamericano maschile di pallacanestro 19613 Vásquez, 4 Salvadores, 5 F. Valenzuela, 6 Sibilla, 7 Aravena, 8 Torres, 9 Leeson, 11 de la Fuente, 12 Figueroa, 14 Fehlandt, 15 Thompson, 16 Díaz,        All. Luis Valenzuela
Campionato sudamericano maschile di pallacanestro 1963Aguad, Aravena, Barrera, Contador, Donoso, Lichnovsky, Sibilla, Thompson, A. Torres, M. Torres, Valenzuela, Vásquez, All. Gustavo Ortlieb
Campionato sudamericano maschile di pallacanestro 1966Ferrari, Figueroa, Garafulic, Lichnovsky, Pando, Santana, Suárez, Tobar, Torres, Valenzuela, Yáñez, Zarges, All. Stepan Spandarjan
Campionato sudamericano maschile di pallacanestro 1968Arizmendi, Díaz, Encina, Fornoni, Lichnovsky, Morales, Pando, Pletikosic, Torres, Suárez, Thompson, Valenzuela ·, All. Juan Arredondo
Campionato sudamericano maschile di pallacanestro 1969Aste, Díaz, Ferrari, Fornoni, González, Ja. Hernández, Ju. Hernández, Pando, Santana, Suárez, Valenzuela, Zarges, All. René Hola
Campionato sudamericano maschile di pallacanestro 1971Ahrens, Arancibia, Arizmendi, Díaz, Fornoni, Herrera, Maas, Morales, Oliva, Reusch, Suárez, Villela, All. Luis Valenzuela
Campionato sudamericano maschile di pallacanestro 19734 Pando, 5 Skoknic, 6 Torres, 7 Villella, 8 Herrera, 9 Pardo, 10 Unda, 11 Schmidt, 12 Verdejo, 13 Zarges, 14 Arancibia, 15 Arismendi,        All. Dan Peterson
Campionato sudamericano maschile di pallacanestro 1976Arizmendi, Coloma, Hechenleitner, Herrera, Maas, Rodríguez, San Martín, Sartori, Schmidt, Schulz, Skoknic, Somoza, All. Héctor Oreste, Luis Pérez
Campionato sudamericano maschile di pallacanestro 1977Arizmendi, Coloma, Hechenleitner, Herrera, Oliva, Pardo, Sartori, Suárez, Troncoso, Villela, Zarges, Ziegele, All. Randy Knowles
Campionato sudamericano maschile di pallacanestro 1979Brahm, Camponovo, Córdova, Giubergia, Herrera, O'Ryan, Reusch, Sartori, Somoza, Unda, Verdejo, Villela, All. Renato Raggio
Campionato sudamericano maschile di pallacanestro 1981Camponovo, Fernández, Gallardo, Herrera, Olivares, Pavez, Reusch, Rodríguez, Sánchez, Sartori, Somoza, Verdejo, All. Renato Raggio
Campionato sudamericano maschile di pallacanestro 1983Arancibia, Araya, Fernández, Córdova, Duboy, Giubergia, Herrera, Krinfokai, Maas, San Martín, Somoza, Verdejo, All. Renato Raggio
Campionato sudamericano maschile di pallacanestro 1985Araya, Carrasco, Duboy, J.P. Figueroa, R. Figueroa, Frings, Herrera, Krinfokai, Maas, O'Ryan, Somoza, Verdejo, All. Renato Raggio
Campionato sudamericano maschile di pallacanestro 1987Arancibia, Arriagada, Bobadilla, Gallardo, Guerra, Herrera, Krinfokai, Núñez, San Martín, Teuber, All. Héctor Oreste
Campionato sudamericano maschile di pallacanestro 1993Arancibia, Arroyo, Bobadilla, Briones, Coro, Figueroa, Gallardo, Guerra, Lejeune, López, San Cristóbal, Zamora, All. Juan Morales
Campionato sudamericano maschile di pallacanestro 1995Álvarez, Barrera, Briones, Carpo, Coro, Lagos, Lara, Monks, Rodríguez, Ruíz, Soto, Zúñiga, All. Miguel Ureta
Campionato sudamericano maschile di pallacanestro 1997Acuña, Arroyo, Bravo, Briones, Coro, Figueroa, López, París, L. Sáez, P. Sáez, Teuber, All. Juan Morales
Campionato sudamericano maschile di pallacanestro 1999Arroyo, Briones, Campos, Coro, Lara, Méndez, París, Prutzmann, Sáez, Soto, Valencia, Werth, All. Juan Morales
Campionato sudamericano maschile di pallacanestro 2001Arroyo, Briones, Cornez, Elliot, Espinoza, Fritsch, Hilton, Lara, López, Méndez, Werth, Zamora, All. Juan Morales
Campionato sudamericano maschile di pallacanestro 20034 Lara, 5 Hernández, 6 P. Sáez, 7 L. Sáez, 8 Pérez, 9 Carrasco, 10 Ávila, 11 Briones, 12 Coro, 13 Miller, 14 Soto, 15 Prutzmann,        All. Daniel Allende
Campionato sudamericano maschile di pallacanestro 20044 Campos, 5 Espinoza, 6 Coro, 7 Contreras, 8 Díaz, 9 Werth, 10 Sáez, 11 Briones, 12 Méndez, 13 Prutzmann, 14 Varela, 15 Elliot,        All. Daniel Allende
Campionato sudamericano maschile di pallacanestro 20064 Marechal, 5 Espinoza, 6 Mulligan, 7 Siegmund, 8 Díaz, 9 Carrasco, 10 Hernández, 11 Coro, 13 Méndez, 14 Cisternas, 15 Paris,        All. Daniel Allende
Campionato sudamericano maschile di pallacanestro 20084 Arteaga, 5 Elliot, 6 Mendez, 7 Sáez, 8 Campos, 9 Carrasco, 10 Hernández, 11 Briones, 12 Prützmann, 13 Coro, 14 Valencia, 15 París,        All. Daniel Allende
Campionato sudamericano maschile di pallacanestro 20104 Bravo, 5 Espinoza, 6 Arteaga, 7 Morales, 8 Campos, 9 Carrasco, 10 Velásquez, 11 Briones, 12 Prützmann, 13 Valencia, 14 Isla, 15 del Solar,        All. Juan Manuel Córdoba
Campionato sudamericano maschile di pallacanestro 20124 F. Bravo, 5 Sepúlveda, 6 Suárez, 7 S. Bravo, 8 Collao, 9 Carrasco, 10 Arteaga, 11 Vera, 12 Isla, 13 Infante, 14 Ledesma, 15 del Solar,        All. Guillermo Vecchio
Campionato sudamericano maschile di pallacanestro 20144 Sáez, 5 Schuler, 6 Morales, 7 Suárez, 8 Sandoval, 9 Carrasco, 10 Fontena, 11 Vera, 12 Isla, 13 Valencia, 14 del Solar, 15 Infante,        All. Cipriano Nuñez
Campionato sudamericano maschile di pallacanestro 20164 Álvarez, 5 Carrión, 6 Coro, 7 Herrera, 8 Aranda, 9 Carrasco, 10 Suárez, 11 Infante, 12 Isla, 13 Schuler, 14 Carvacho, 15 Fontena,        All. Daniel Frola

### Giochi panamericani
Pallacanestro maschile ai I Giochi panamericaniAraya, Beovic, Bernedo, Cordero, Fernández, Figueroa, Gallo, Mahn, Moreno, Raffo, Ramos, Silva, Valpreda, All. Kenneth Davidson
Pallacanestro maschile ai XIX Giochi panamericani0 Pérez, 1 Jones, 8 Carrasco, 9 Morales, 12 Aguirre, 15 Ansaldo, 19 Vergara, 20 Isla, 21 Carrión, 30 Silva, 32 Carvacho, 33 Sáez,        All. Juan Manuel Córdoba